# Gaststätte Zur Quelle

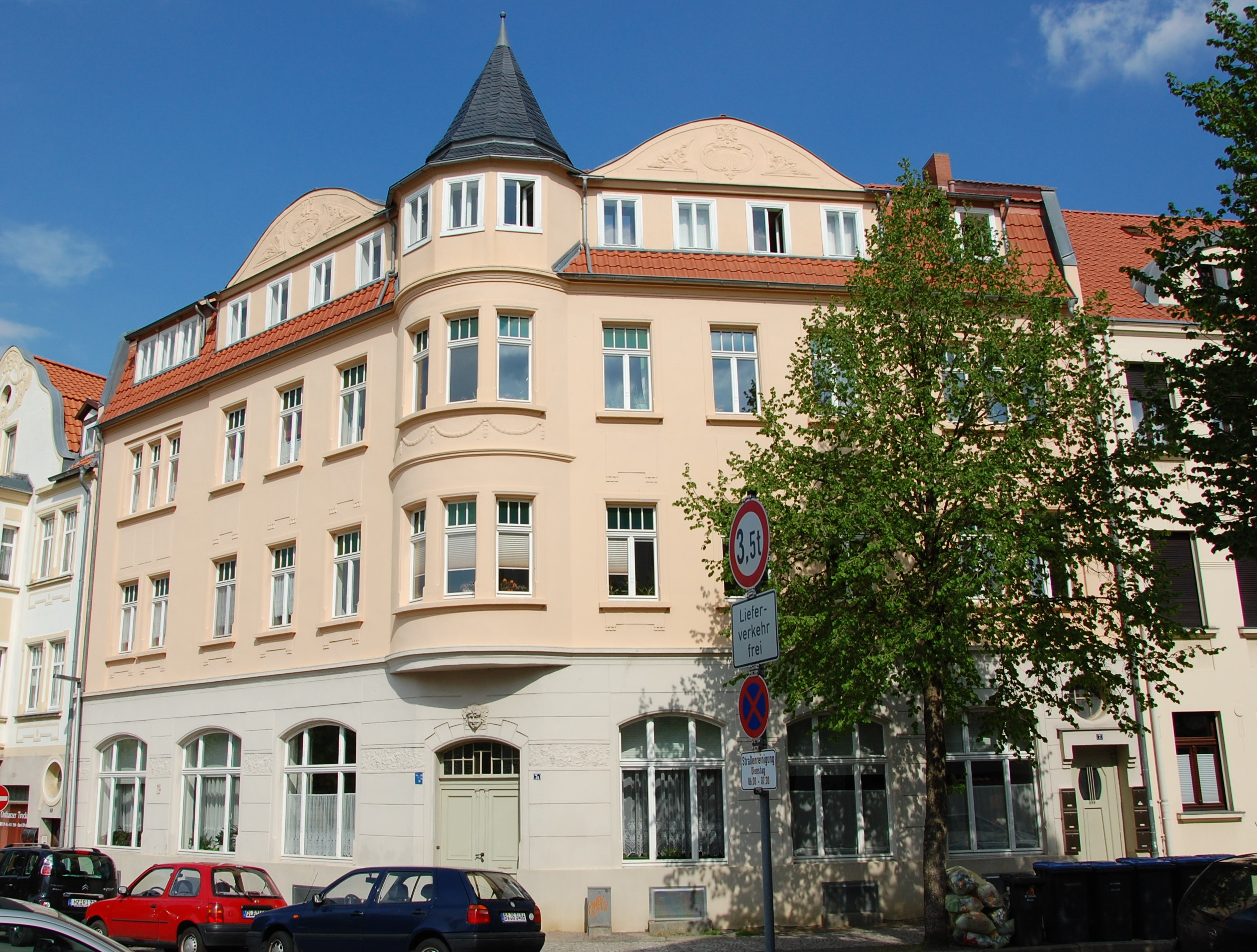
Haus Gaststätte Zur Quelle

Das Haus Gaststätte Zur Quelle ist ein denkmalgeschütztes Gebäude in der Stadt Quedlinburg in Sachsen-Anhalt.

## Lage
Es befindet sich an der Adresse Steinholzstraße 7 nordwestlich der historischen Quedlinburger Altstadt an der Einmündung der Steinholzstraße in die Weststraße. Im Quedlinburger Denkmalverzeichnis ist es als Gaststätte Zur Quelle eingetragen. Darüber hinaus gehört es zum Denkmalbereich Steinholzstraße.

## Architektur und Geschichte
Das in einer markanten Ecklage befindliche dreigeschossige Gebäude wurde im Jahr 1909 in massiver Bauweise errichtet. In der Gestaltung finden sich sowohl Formen des Jugendstils als auch des Neoklassizismus. Die Gebäudeecke ist mit einem den oberen Geschossen vorgelagerten Runderker versehen. Beidseitig des Erkers befinden sich Zwerchgiebel. Im Erdgeschoss bestehen Räumlichkeiten, die zur gastronomischen Nutzung eingerichtet waren. Zumindest Ende des 20. Jahrhunderts bestand hier die Gaststätte Zur Quelle.